# Koto Baru Semurup
Koto Baru Semurup is een bestuurslaag in het regentschap Kerinci van de provincie Jambi, Indonesië. Koto Baru Semurup telt 769 inwoners (volkstelling 2010).